# Charles Ambrose Storey
Charles Ambrose Storey (Consett, 21 agosto 1888 – Hove, 24 aprile 1968) è stato un arabista e iranista britannico.

## Biografia
Nato a Consett (all'epoca Blackhill), nella contea inglese di Durham, Storey studiò nella Rossall School (Lancashire) e al Trinity College dell'Università di Cambridge, seguendo i suoi corsi classici e orientalistici (lingua araba con Anthony Ashle Bevan), laureandosi nel 1912. Due anni dopo fu nominato professore di Arabo nell'Anglo-Mohammedan Oriental College, poi Muslim University, di Aligarh (India).
Tornò in patria nel 1919, assumendo l'incarico di vice-bibliotecario dell'India Office. Nel 1927 fu promosso Bibliotecario ma lasciò l'India Office nel 1933, avendo ottenuto la prestigiosa nomina a titolare della prestigiosa cattedra Sir Thomas Adams's Professor of Arabic a Cambridge.

Andò in pensione nel 1947 e visse a Hove fino alla morte.
Nel corso del suo impegno alla Biblioteca dell'India Office, Storey pubblicò un aggiornamento del Catalogo dei manoscritti arabi della sua Biblioteca (Vol. II, pt. 1, “Qurʾānic Literature”), la cui prima parte era stata curata da O. Loth nel 1877, mentre le parti 2-4 del secondo volume saranno pubblicate da altri studiosi).

Nel 1927 Storey dette alle stampe la prima parte della sua Letteratura persiana (il fascicolo 1 del vol. 1, dedicato alla letteratura coranica): impegno che proseguì per tutta la vita, anche se non mancò di pubblicare anche alcuni lavori considerati "minori".

## LaPersian Literature: una fondamentale "tela di Penelope"
La Persian Literature: A Bio-bibliographical Survey voleva costituire, nelle intenzioni di Storey, un completamento della famosa opera di Carl Brockelmann, la Geschichte der Arabischen Litteratur (GAL), ma occorre dire che (malgrado inevitabili lacune ed errori) la precisione della sua opera è assai maggiore rispetto a quella di Brockelmann, come anche Vladimir Minorsky ebbe modo di notare in una sua recensione del 1935 (p. 256):
 Inoltre occorre riconoscere che - come sottolinea Yuri Bregel sull'Encyclopaedia Iranica - l'affidabilità della Persian Literature dipende dalle fonti impiegate da Storey, non sempre necessariamente di eccelsa qualità. Accanto infatti ai lavori persiani e ai cataloghi di manoscritti persiani, furono presi in considerazione i lavori degli studiosi di tutto il mondo, le bibliografie delle opere a stampa e litografate e i dizionari biografici (più di 50), sovente incompleti. Per i lavori a stampa e litografati, Storey fece essenzialmente riferimento al Catalogo dei libri persiani del British Museum, pubblicato nel 1922 da Edward Edwards, mentre quelli di numerose biblioteche iraniane, turche e indiane, spesso non annotati, appaiono talora difettivi per il fatto d'ignorare presuntuosamente il contributo degli iranisti occidentali. Per quelli indiani comparsi tra il 1867 e il 1947 Storey fece invece ricorso al The Quarterly Catalogue, che si occupava di tutte le province dell'India e della Birmania (oggi Myanmar).
Una delle pecche del lavoro titanico di Storey fu la scarsissima attenzione da lui riservata gli autori moderni in lingua persiana:
(Storey, Vol. I, pt. 2, p. 1291, n. 1)
 mentre particolare attenzione fu da lui riservata a tutto ciò che atteneva alla storia dell'India e alla sezione riguardante la storia dei Paesi dell'Asia Centrale, per l'ultima della quale Storey mise a frutto il suo accesso alla ricchissima produzione russa.
Delle pecche del suo lavoro Storey era ben conscio, tanto da chiedere al suo editore (Luzac) la disponibilità a pubblicare ulteriori parti che correggessero o ampliassero le parti inesatte o troppo concise della sua Persian Literature, ma questo intento fu in parte vanificato dal procedere della sua età e dal diminuire delle sue forze.
Ciò che fu pubblicato da Luzac riguarda: 
- Vol. I: Qurʾānic Literature; History and Biography [pt. 1, Qurʾānic Literature; History]. Sec. I: Qurʾānic Literature, London, 1927 [pp. 1–60]. Sec. II: [History], fasc. 1. A. General History. B. The Prophets and Early Islam, London, 1935 [pp. 61–236]; fasc. 2. C-L. Special Histories of Persia, Central Asia and the remaining parts of the world except India, London, 1936 [pp. 237–432]; fasc. 3. History of India, London, 1939 [pp. 433–780]. Pt. 2. Biography. Additions and corrections. Indexes, London, 1953 [pp. 781–1444].
- Vol. II, pt. 1. A. Mathematics. B. Weights and Measures. C. Astronomy and Astrology. D. Geography, London, 1958 [pp. 1–192]. Numerose parti di tale volume furono pubblicate postume dalla Royal Asiatic Society nel 1977-90, dalle carte lasciate da Storey, senza significative ampliamenti e/o correzioni.

Vol. II, pt. 2. E. Medicine (edizione a cura di Ann Walsh e J. D. Pearson), London: Luzac and Co., 1971 [pp. III-IV, 193-346].
Vol. II, pt. 3. F. Encyclopaedias and Miscellanies; G. Arts and Crafts; H. Science; J. Occult Arts (prepared for publication by Ann Walsh, with the assistance of G. M. Meredith-Owens), Leiden: Brill, 1977 [pp. III, 347-499].
- Vol. III, pt. 1. A. Lexicography. B. Grammar. C. Prosody and Poetics (preparato per la pubblicazione da V. M. Shepherd, con l'aiuto di S. Digby, R. Pankhurst, A. K. Irvine e T. Gandjei), Leiden: Brill, 1984 [pp. VI, 1-206].

Vol. III, pt. 2. D. Rhetoric, Riddles and Chronograms. E. Ornate prose (preparers not indicated), Oxford: Lavis Marketing, 1990 [pp. 207-407]. Un manoscritto non pubblicato per il vol. III, pt. 3 e per il vol. IV è in possesso della Royal Asiatic Society ma la sua pubblicazione è stata rimandata a tempo indeterminato per mancanza di fondi.
Una continuazione del suo capolavoro, pur se su basi diverse, è stata avviata nel 1992, col quello che è stato definito vol. V (Poetry of the pre-Mongol period), sotto il titolo A Bio-Bibliographical Survey. Begun by the Late C. A. Storey, a cura della Royal Asiatic Society, per opera di François de Blois, in tre fascicoli (V/1: 1992; V/2: 1994; V/3: 1997). Una nuova edizione dell'intera opera, sostanzialmente riveduta e corretta, è apparsa nel 2004, sempre finanziata dalla Royal Asiatic Society. Il Vol. VI riguardante la poesia persiana dal tempo di Saʿdi e Rumi non è stato approntato per la discontinuità di finanziamento da parte della Royal Asiatic Society, tanto che De Blois si è spostato in Germania dove s'è dedicato a un'iniziativa del tutto nuova.
Difficoltà non dissimili sono state incontrate per la traduzione russa dell'opera di Storey, curata dal 1968 da Yu. E. Borshchevskii. La versione russa, dal titolo Persidskaya literatura (Letteratura persiana), indicata dagli studiosi come Storey-Bregel, e che corrisponde al Vol. I, pt. 1, sez. I e II, fasc. 1-2 del Survey, è diventato infatti un lavoro decisamente diverso dall'originale, anche se assai utile.
Nell'agosto-settembre 1966, la Prima Conferenza Internazionale degli Iranisti a Tehran ha confermato la necessità della continuazione dell'opera di Storey ma il tutto è rimasto lettera morta. Una traduzione parziale in persiano dell'edizione di Bregel (vol. I, comprese la "Qurʾānic Literature" and "General Histories") è stata realizzata da Yaḥyā Āryanpur, Sirus Izadi e Karim Keshāvarz ed edita da Aḥmad Monzavi) ha visto la luce a Tehran nel 1983.

Una traduzione in persiano del volume II dell'edizione russa è stata pianificata.